# Testudobracon longicaudis
Testudobracon longicaudis är en stekelart som beskrevs av Maeto 1991. Testudobracon longicaudis ingår i släktet Testudobracon och familjen bracksteklar. Inga underarter finns listade i Catalogue of Life.